# Konjok-Gorbunok (film fra 1941)
 For alternative betydninger, se Konjok-Gorbunok. (Se også artikler, som begynder med Konjok-Gorbunok)
Konjok-Gorbunok (russisk: Конёк-Горбунок, da.: Den lille pukkelryggede hest) er en sovjetisk film fra 1941 instrueret af Aleksandr Rou.
Filmen er baseret på det russiske eventyr Den lille pukkelryggede hest af Pjotr Ersjov fra 1834.

## Medvirkende
- Pjotr Alejnikov - Ivanusjka
- Georgij Vinogradov
- Marina Kovaljova - Zarja-Zarjanitsa
- Veniamin Gut - Afron
- Georgij Milljar - Tjikhir